# Nanjing International Youth Cultural Centre
El Nanjing International Youth Cultural Centre son dos rascacielos de estilo neofuturista ubicados en la ciudad china de Nankín. La construcción comenzó en 2012 y se terminó en 2015. Con una altura de 315 metros es el tercer rascacielos más alto de la ciudad, tras la Torre Zifeng y el Deji Plaza.